# Ануйский хребет
Ану́йский хребе́т — горный хребет на севере Алтая, водораздел рек Ануй и Песчаная (левые притоки Оби). Протянулся с юго-востока на северо-запад на 130 км. Находится на территории Республики Алтай и Алтайского края. Наивысшая точка хребта — гора Колбала (1823 м) на территории Республики Алтай. На территории Алтайского края наивысшая точка — гора Плешивая (1766 м) возле села Дёмино в Солонешенском районе. Горный хребет сложен метаморфизованными известняками, силурийскими сланцами, прорванными интрузиями гранитов. На склонах — леса и луговые степи, на юге — среднегорья с лиственничными лесами.

## Галерея

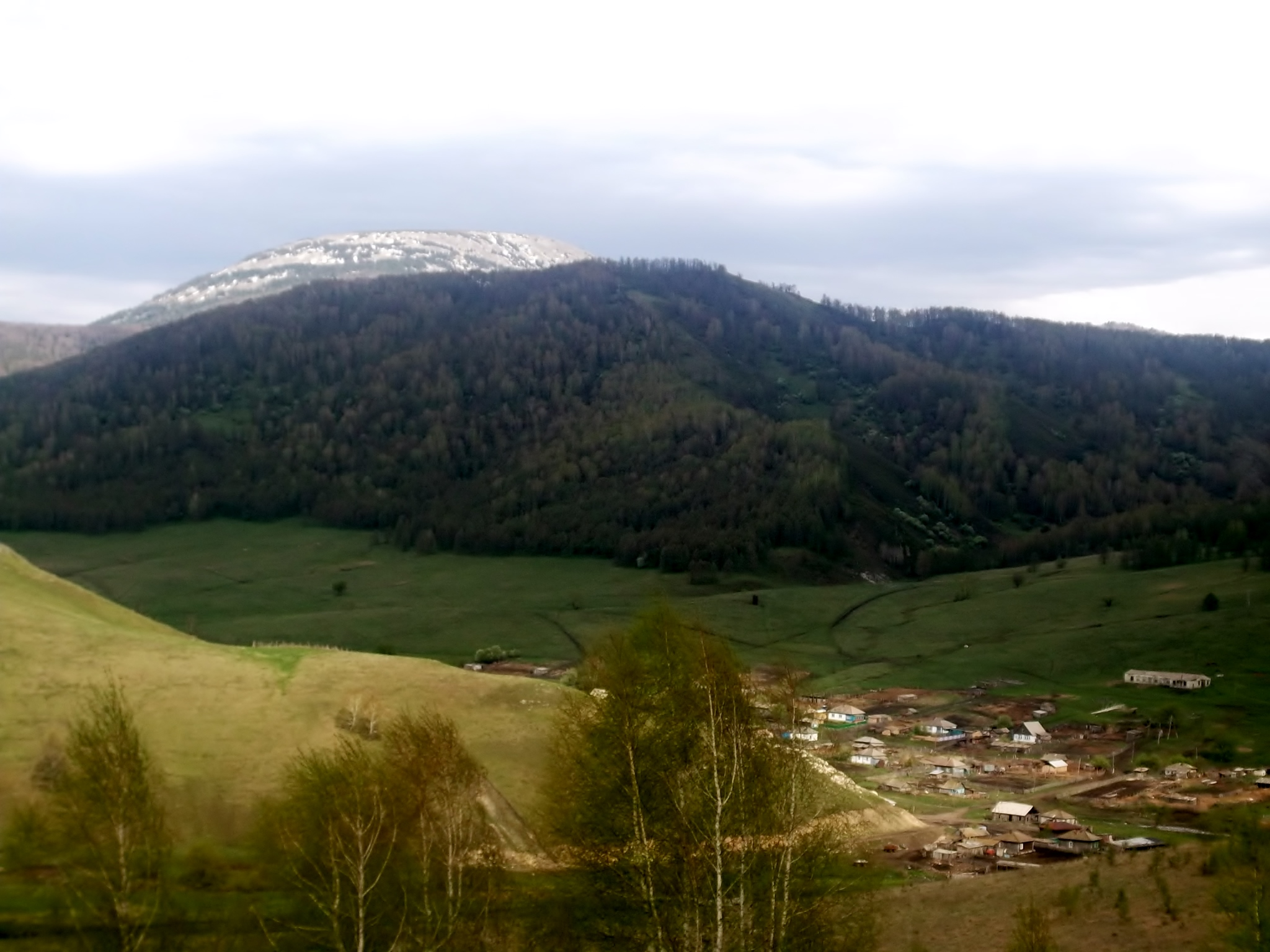
Заснеженная вершина Плешивой на фоне села Дёмино в мае.
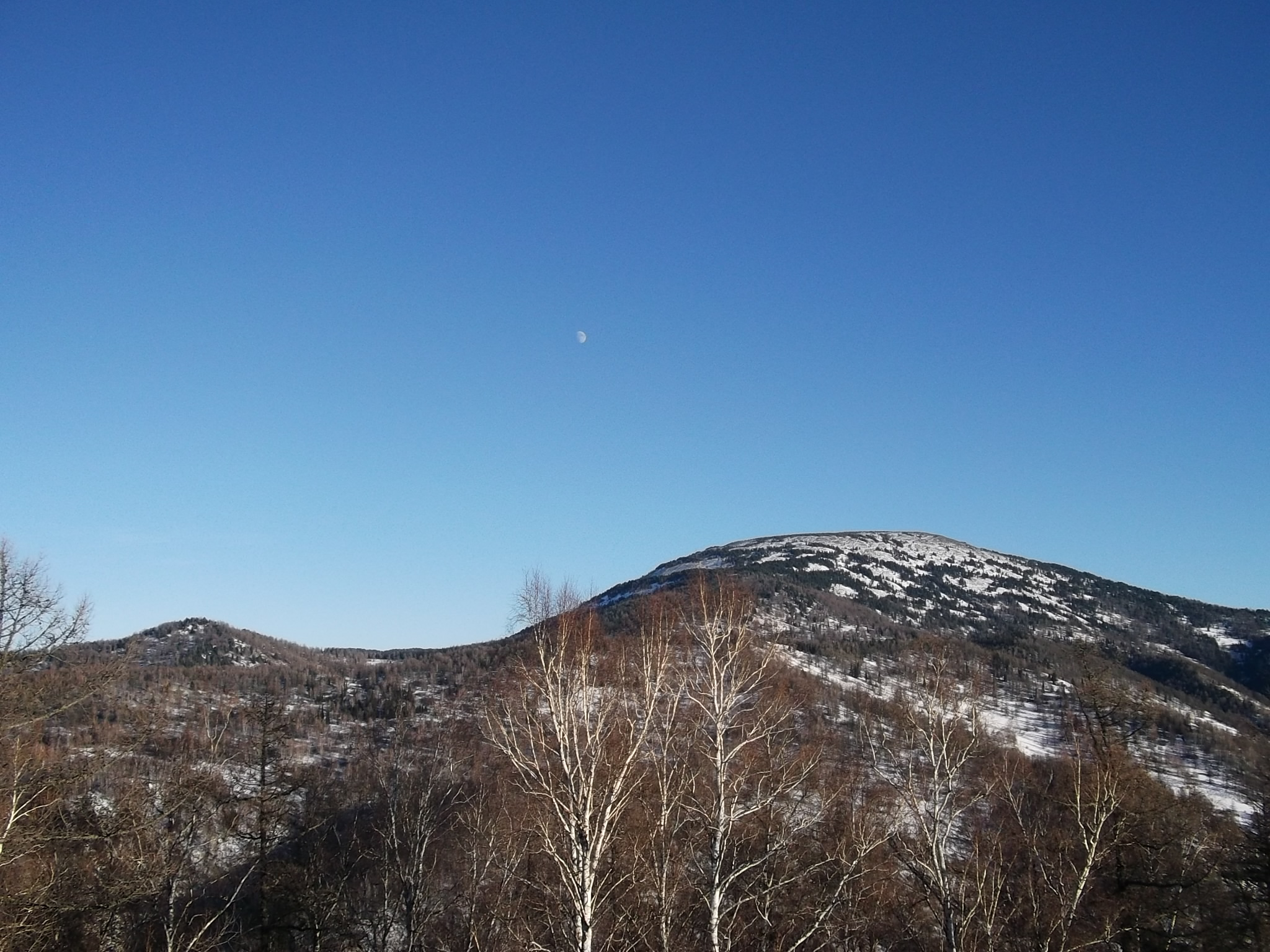
Гора Плешивая - наивысшая точка Ануйского хребта на территории Алтайского края.